# Nazionale maschile di pallacanestro della Serbia
La nazionale maschile di pallacanestro della Serbia (Кошаркашка репрезентација Србије) viene gestita dalla Federazione cestistica della Serbia e partecipa ai tornei internazionali maschili di pallacanestro per nazioni gestiti dalla FIBA.

## Storia

### 1935-2005
Nel periodo compreso tra il 1935 e il 1991, anno di inizio delle guerre, che hanno portato alla disgregazione la Repubblica Socialista Federale di Jugoslavia, la Serbia ha fatto parte della forte Nazionale jugoslava.
In seguito, dal 1992 e fino al 2006, ha partecipato alle competizioni internazionali dapprima come Nazionale di Jugoslavia e poi di Serbia e Montenegro.

### 2006
Il team serbo, formatosi nel 2006, dopo lo scioglimento della Confederazione serbomontenegrina, è considerato l'erede diretto della nazionale cestista jugoslava, visti i numerosi giocatori serbi che ne hanno fatto parte, e che hanno contribuito a mantenere viva la tradizione cestista che ha svolto un ruolo importante nella storia di questa nazione.
La prima apparizione della nazionale sotto il nome esclusivamente di Serbia è stata agli Europei spagnoli del 2007, dove non è riuscita ad andare oltre la prima fase a gironi.

Nell'Europeo 2009, una giovanissima nazionale, dopo l'incetta di ori a livello giovanile, ha vinto la medaglia d'argento, arrendendosi in finale alla Spagna.

## Piazzamenti
Olimpiadi
- 2016 -  2°
- 2024 -  3°

Mondiali
- 2010 - 4°
- 2014 - 2° 2°
- 2019 - 5°
- 2023 - 2° 2

Europei
- 2007 - 14°
- 2009 -  2°
- 2011 - 8°
- 2013 - 7°
- 2015 - 4°
- 2017 -  2°
- 2022 - 9°

Mediterranei
- 2009 - 8°
- 2013 -  2°

Altre Manifestazioni
- Torneo Supercup: 2

2017, 2022
- Torneo Acropolis: 2

2019, 2021

## Formazioni

### Olimpiadi
Pallacanestro ai Giochi della XXXI Olimpiade - Torneo maschile4 Teodosić, 5 Simonović, 7 Bogdanović, 9 Marković, 10 Kalinić, 11 Nedović, 12 Birčević, 13 Raduljica, 14 Jokić, 15 Štimac, 24 Jović, 25 Mačvan,        All. Aleksandar Đorđević
Pallacanestro ai Giochi della XXXIII Olimpiade - Torneo maschile0 Plavšić, 3 Petrušev, 5 Jović, 7 Bogdanović, 9 Marinković, 13 Dobrić, 15 Jokić, 22 Micić, 23 Gudurić, 27 Davidovac, 30 Avramović, 33 Milutinov,        All. Svetislav Pešić

### Mondiali
Campionato mondiale maschile di pallacanestro 20104 Teodosić, 5 Tepić, 6 Rašić, 7 Paunić, 8 Bjelica, 9 Marković, 10 Savanović, 11 Kešelj, 12 Krstić, 13 Perović, 14 Veličković, 15 Mačvan,        All. Dušan Ivković
Campionato mondiale maschile di pallacanestro 20144 Teodosić, 5 Simonović, 6 Jović, 7 Bogdanović, 8 Bjelica, 9 Marković, 10 Kalinić, 11 Birčević, 12 Krstić, 13 Raduljica, 14 Katić, 15 Štimac,        All. Aleksandar Đorđević
Campionato mondiale maschile di pallacanestro 20195 Simonović, 7 Bogdanović, 8 Bjelica, 11 Lučić, 13 Raduljica, 14 Birčević, 15 Jokić, 21 Milutinov, 22 Micić, 23 Gudurić, 24 Jović, 51 Marjanović,        All. Aleksandar Đorđević

### Europei
Campionato europeo maschile di pallacanestro 20074 Teodosić, 5 Cvetković, 6 Radivojević, 7 Erceg, 8 Labović, 9 Marković, 10 Jarić, 11 Miličić, 12 Aleksandrov, 13 Veličković, 14 Tepić, 15 Gurović,        All. Zoran Slavnić
Campionato europeo maschile di pallacanestro 20094 Popović, 5 Tepić, 6 Teodosić, 7 Paunić, 8 Bjelica, 9 Marković, 10 Tripković, 11 Raduljica, 12 Krstić, 13 Perović, 14 Veličković, 15 Mačvan,        All. Dušan Ivković
Campionato europeo maschile di pallacanestro 20114 Teodosić, 5 Tepić, 6 Rašić, 7 Paunić, 8 Bjelica, 9 Marković, 10 Savanović, 11 Kešelj, 12 Krstić, 13 Perović, 14 Marjanović, 15 Mačvan,        All. Dušan Ivković
Campionato europeo maschile di pallacanestro 20134 Nedović, 5 Nem. Krstić, 6 Micić, 7 Bogdanović, 8 Bjelica, 9 Marković, 10 Kalinić, 11 Gagić, 12 Nen. Krstić, 13 Anđušić, 14 Katić, 15 Štimac,        All. Dušan Ivković
Campionato europeo maschile di pallacanestro 20154 Teodosić, 5 Simonović, 6 Kuzmić, 7 Bogdanović, 8 Bjelica, 9 Marković, 10 Kalinić, 11 Nedović, 12 Milosavljević, 13 Raduljica, 14 Erceg, 15 Milutinov,        All. Aleksandar Đorđević
Campionato europeo maschile di pallacanestro 20176 Mačvan, 7 Bogdanović, 11 Lučić, 12 Milosavljević, 14 Birčević, 15 Štimac, 19 Lazić, 22 Micić, 23 Gudurić, 24 Jović, 32 Kuzmić, 51 Marjanović,        All. Aleksandar Đorđević
Campionato europeo maschile di pallacanestro 20227 Davidovac, 9 Marinković, 10 Kalinić, 11 Lučić, 14 Ristić, 15 Jokić, 16 Nedović, 21 Jagodić-Kuridža, 22 Micić, 23 Gudurić, 25 Jaramaz, 33 Milutinov,        All. Svetislav Pešić

### Mediterranei
Pallacanestro maschile ai XVI Giochi del Mediterraneo4 Čović, 5 Lučić, 6 Mitrović, 7 Lazić, 8 Nedović, 9 Marković, 10 Stojačić, 11 Birčević, 12  Milosavljević, 13 Subotić, 14 Maravić, 15 Bunić,        All. Slobodan Klipa
Pallacanestro ai XVII Giochi del Mediterraneo4 Čović, 5 Arnautović, 6 Dimić, 7 Malešević, 8 Drenovac, 9 Jović, 10 Živanović, 11 Kalinić, 12 Balaban, 13 Majstorović, 14 Marković, 15 Nastić,        All. Oliver Popović

## Nazionali giovanili
- Selezioni giovanili della nazionale di pallacanestro della Serbia